# HD156965
HD156965 — хімічно пекулярна зоря спектрального класу A5, що має видиму зоряну величину в смузі V приблизно  8,5.
Вона  розташована на відстані близько 587,7 світлових років від Сонця.